# Belgiens administrativa indelning

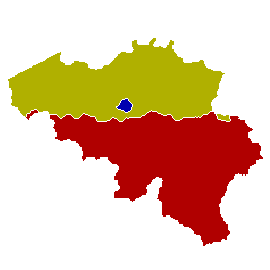
Belgiens federala regioner:
Flandern
Bryssel
Vallonien

Belgiens administrativa indelning är baserad på en indelning av Belgien i tre federala självstyrande regioner. Regionerna utgör vid sidan av de tre federala gemenskaperna den viktigaste indelningen av landet. De tre regionerna är Bryssel, Flandern och Vallonien. Därutöver finns 10 (11) provinser och totalt 589 kommuner.

## Parlament
I Flandern överförde regionen när den bildades omedelbart sina befogenheter till den Flamländska gemenskapen och detta innebär att gemenskapens parlament och regering företräder även regionen. Bryssel och Vallonien har sina egna parlament och regeringar skilda från de federala gemenskaperna.
- Flamländska parlamentet (egentligen Flamländska gemenskapens parlament)
- Valloniens parlament
- Bryssels regionparlament

Den flamländska delegationen i Bryssels regionparlament besätter även platserna i den Flamländska gemenskapskommissionen.

## Provinser

### Översikt
Flandern och Vallonien är i sin tur indelade i vardera fem provinser. Före införandet av federalt styre utgjorde provinserna den huvudsakliga indelningen av Belgien, och före 1995 var exempelvis Brabant en provins innan den delades upp mellan de tre regionerna. Regionen Bryssel saknar provinsindelning och är direkt indelad i 19 kommuner, av vilka huvudstaden Bryssel är en av kommunerna.

### Flanderns provinser
- Antwerpen
- Flamländska Brabant
- Limburg
- Västflandern
- Östflandern

Baarle-Hertog, en av kommunerna i provinsen Antwerpen, utgör delvis ett system av exklaver omgivet av nederländskt territorium.

### Valloniens provinser
- Vallonska Brabant
- Hainaut
- Liège
- Luxembourg
- Namur

Vallonien delar politiskt ansvar tillsammans med Franska gemenskapen i större delen av regionen. I Eupen-Malmedy som ligger i den östra delen av provinsen Liège delar man ansvar med Tyskspråkiga gemenskapen.

## Kommuner
Belgien var 2018 totalt indelat i 589 kommuner.